# Соња Шкорић
Соња Шкорић (26. фебруар 1996, Панчево) српска је певачица и текстописац. Соња је 26. септембра 2010. победила на локалном такмичењу Дечја песма Евровизије 2010. освојивши максимална 24 бода (по дванаест од публике и жирија). Тиме се пласирала на истоимено главно такмичење, на којем је 20. новембра исте године са песмом Чаробна ноћ (за коју је, по правилима, сама написала и текст и музику) освојила треће место са 113 поена.

## Биографија
Соња Шкорић је рођена 26. фебруара 1996. у Панчеву, Савезној Републици Југославији. Са певањем је почела у петој години. Током 2010. ишла је у осми разред Основне школе „Стевица Јовановић“ из Панчева, као и у Музичку школу „Јован Бандур“, у којој је похађала соло певање, а завршила смер клавир.
Њен рани успех су четири узастопна освајања фестивала Распевано пролеће — 2002, 2003, 2004. и 2005. Учествовала је и на многим други фестивалима, на којима је углавном заузимала висока места: Панчево, Зајечар, Београд, Ниш, Зрењанин, Златибор, Ужице и Тутин у Србији, затим Лакташи и Бања Лука у Босни и Херцеговини, Рожаје и Бијела у Црној Гори, Темишвар у Румунији, Балчик у Бугарској, Санремо у Италији, Витепск у Белорусији.

## Каријера
Соња је први пут јавно наступила 2002. на Распеваном пролећу са песмом My Heart Will Go On канадске певачице Селин Дион, познатом из филма Титаник. Затим је у Панчеву наступала са песмама Симпатија и Све бих дала. Са песмом Мајка наступала је на зајечарском Музикалном кутку 2006. и 2007. У Зрењанину је на Светосавском фестивалу 2007. наступала са песмом Непознатој другарици, а у Рожају на Златној пахуљи 2005. и 2008. са песмама Симпатија са зимовања и Плава линија.
Песму Несаница певала је 2007. у бугарском граду Балчику. На Санремском фестивалу је априла 2010. певала песму Јутро. Године 2008, Шкорићева је објавила свој први спот, приказан на Музикалном кутку, а за који јој је телевизија „Сезам“ из Бора доделила награду. Исте године је учествовала Славјанском базару на  у Витепску са песмама Некуда и Плава линија.
Након учешћа на разним такмичењима широм Србије и региона, Соња се 2008. пријавила за такмичење Дечја песма Евровизије 2008. Ипак, на њему је победила Маја Мазић са песмом Увек кад у небо погледам. Соња је са песмом Одговор освојила четврто место. Следећи пут се пријавила 2010, када је са песмом Чаробна ноћ однела победу са маскимална 24 бода. На Дечјој песми Евровизије 2010. освојила је треће место са 113 бода. Победник те године био је Владимир Арзумањан из Јерменије са песмом Мама. Иза њега су били Саша Лазин и Лиза Дрозд из Русије са песмом Boy and Girl, а иза њих Соња.
На сцени, уз Соњу, која је за песму Чаробна ноћ, како правила и налажу, написала и музику и текст, наступала је и панчевачка денс група Електра, чији је ментор Ивана Михајловић. Чланови групе су Игор Север, Татјана Весовић, Ена Милићевић и Маја Бокшан, док је Ивана за све осмислила кореографију, како за локално, тако и за главно такмичење. По повратку из Минска, организатора такмичења, Шкорићева је открила да је песму Чаробна ноћ написала инспирисана природом у Недајну, одакле је њена мајка.
Мало након Дечје песме Евровизије, Соња се пријавила за српски талент-шоу Ја имам таленат!. Она је 22. маја 2011, певајући песму La voce del silenzio, којом су 1968. на Фестивалу у Санрему победили Тони дел Монако и Дајон Ворвик, прошла почетни одабир. Тиме се пласирала даље и учествовала у петом полуфиналу, у којем је почетком јуна исте године певала песму One Moment in Time америчке певачице Витни Хјустон. Није успела да се пласира у финале.